# Adolf Jellouschegg
Adolf Jellouschegg (31. Jänner 1874 in Leoben – 14. Oktober 1939 in Beuthen) war ein österreichischer Opernsänger (Bassbariton).

## Leben
Jellouschegg studierte zuerst Viola am Salzburger Mozarteum, ließ aber dann seine Stimme ausbilden. Er wirkte neben Anna Koch, Ferdinand Wiesinger, Albert Reitter und Hans Junger am 21. November 1897 beim 51. Gründungsfest der Salzburger Liedertafel an einer Aufführung eines Singspiels nach Rudolf Baumbach und Auguste Tanzer zu der alpenländischen Sage Zlatorog mit, bei dem auch der Damenchor des Mozarteums und das Orchester des Dommusikvereins unter der Leitung Joseph Friedrich Hummels im k. k. Theater mit. Danach wurde er 1899 an seine erste – und auch letzte – Bühne, das Hoftheater, das spätere Staatstheater Braunschweig, engagiert: er blieb dort bis zu seinem Bühnenabschied 1935.
Höhepunkte seine Karriere waren der „Kaspar“ im Freischütz, der „Daland“ im Fliegenden Holländer, der Titelheld in der Operette „Der Mikado“ von Gilbert und Sullivan, der „Sarastro“ in der Zauberflöte und der „Figaro“ in Figaros Hochzeit.
Von einigen Gastspielen und Konzerten abgesehen war er einer jener Künstler, die ihr Leben ausschließlich einer Bühne widmeten, da sie sich dieser Bühne (und der Stadt) besonders verbunden fühlten. Dementsprechend wurde er nach seinem Wunsch auf dem Domfriedhof Braunschweig beigesetzt.